# Roberto Chierici
Roberto Chierici (Modena, 26 agosto 1963) è un ex calciatore italiano, di ruolo centrocampista.

## Carriera
Nella stagione 1986-1987 ha giocato 7 partite in Serie A con la maglia del Brescia, con il quale ha inoltre ottenuto due promozioni: nel 1984-1985 dalla Serie C1 alla Serie B e nel 1985-1986 dalla Serie B alla Serie A.
Ha totalizzato inoltre 51 presenze in Serie B (con 3 reti) ed oltre 200 gettoni tra Serie C1 e C2.

## Palmarès

### Club

#### Competizioni nazionali
- Serie C1: 1

Brescia: 1984-1985

#### Competizioni internazionali
- Coppa Anglo-Italiana: 2

Modena: 1981, 1982